# Красная карточка

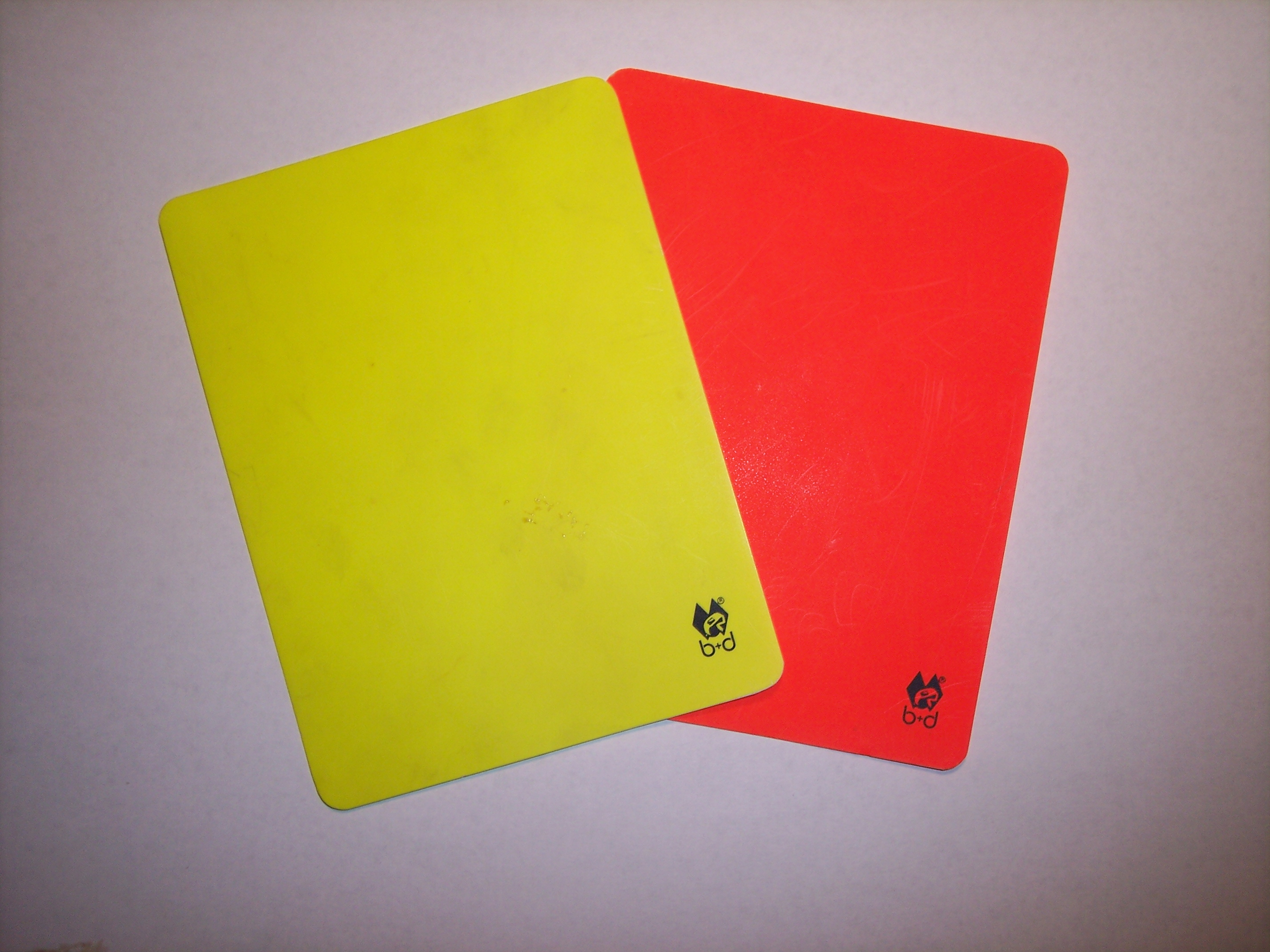
Красная и жёлтая карточки в футболе

Красная карточка — демонстрируемый судьёй знак удаления игрока/тренера с поля, в некоторых видах спорта, в том числе в футболе, гандболе, хоккее с мячом, регби, лёгкой атлетике. Спортсмен которому была показана красная карточка, обязан покинуть поле или дистанцию на стадионе или шоссе на весь остаток соревнования, а его команда не вправе его заменить (кроме случаев удаления вратаря, место которого может занять игрок из числа остающихся на поле). Исключением является только гандбол, где по истечении двух минут команда восполняется новым игроком. В некоторых случаях получивший красную карточку игрок вынужден также пропустить и некоторое количество следующих матчей.

## История

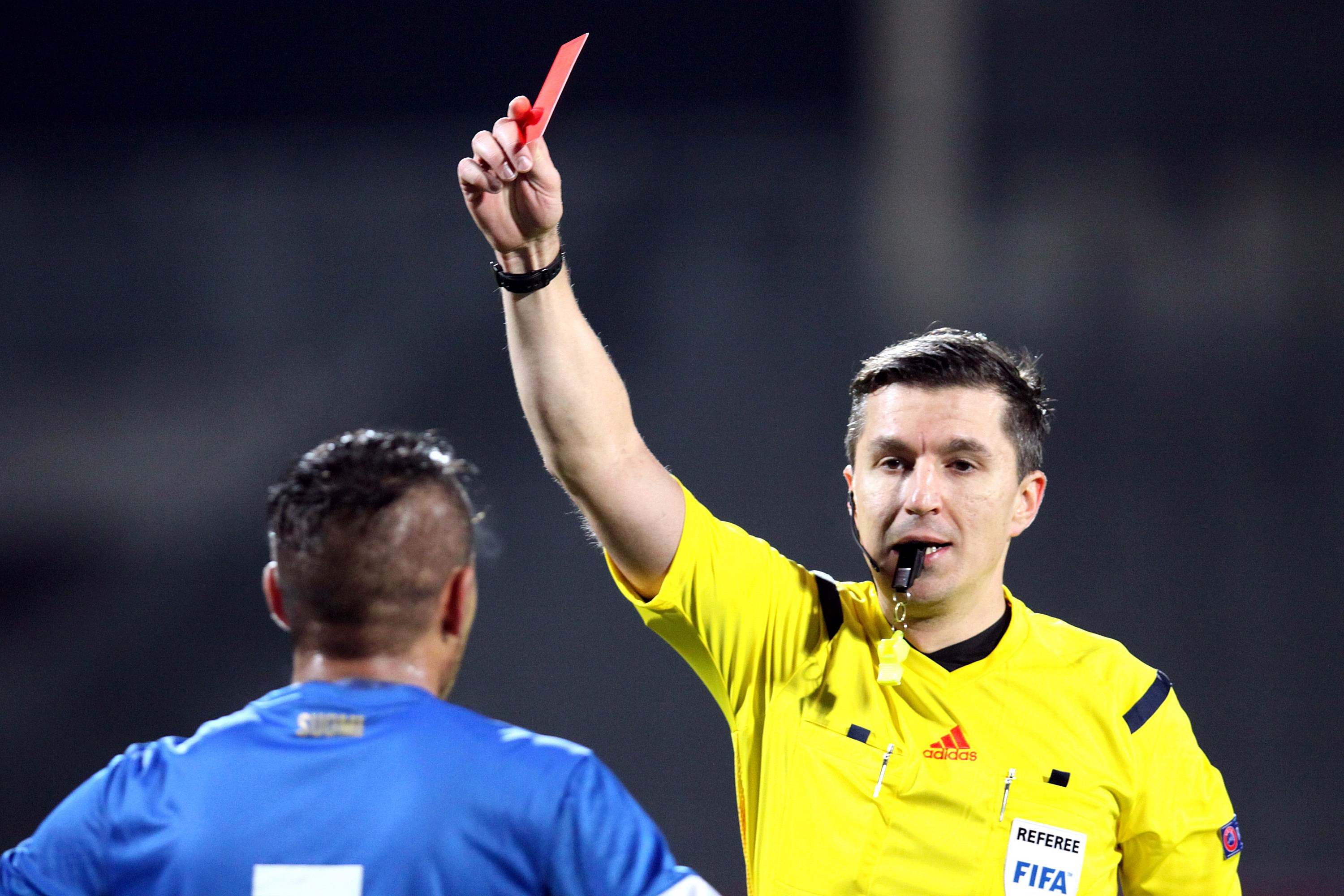
Красная карточка Моштагу Якуби после нарушения правил

На Чемпионате мира по футболу 1966 в матче между Аргентиной и Англией возникла накалённая обстановка в связи с тем, что аргентинский игрок Антонио Раттин не понял или не захотел понимать устно произнесённое судьёй удаление и оставался на поле ещё в течение девяти минут. Во избежание подобных недоразумений английский судья Кен Астон предложил введение красных и жёлтых карточек, исходя из международной известной схемы цветов светофора. На Чемпионате мира 1970 карточки впервые применили на практике, после чего они быстро стали стандартом.

## Предъявление
Красная карточка предъявляется за особо грубое нарушение правил игры или неспортивное поведение, в частности, преднамеренный удар или оскорбление.
В футболе красная карточка предъявляется при получении игроком второго предупреждения (Жёлтая карточка) в течение одного матча, а также за фол, влекущий за собой, согласно правилам, немедленное удаление с поля (так называемая «прямая красная карточка»), к которым относятся:
- «фол последней надежды»
- очень грубая игра (включая «подкат» сзади, удар ногой в область тела, удар прямой ногой)
- удар (плевок, оскорбление и т. п.) другого участника матча / персонала команды / болельщика[4]

В хоккее с мячом красная карточка предъявляется игроку и за чисто технические нарушения, например, за третье удаление в ходе матча, за нарушение численного состава, за нарушение в секторе представителей команд. В этих случаях состав команды на поле восполняется через 5 или 10 минут, в зависимости от величины сопутствующего штрафа, а игрок, получивший красную карточку, должен отправиться в раздевалку.
В лёгкой атлетике красная карточка предъявляется за два фальстарта в спринте или за трёхкратное нарушение техники ходьбы в соревнованиях по спортивной ходьбе.
Красная карточка может быть предъявлена и после матча, если вследствие видеоанализа выявляется грубое неспортивное поведение.